# موجات حر نصف الكرة الشمالي 2010
موجات حر نصف الكرة الشمالي 2010 هي موجات حرّ شديدة أثرت على معظم أنحاء النصف الشمالي من الكرة الأرضية، والذي شمل معظم أجزاء الولايات المتحدة الأمريكية، وكازاخستان، ومنغوليا، والصين، وهونغ كونغ، وشمال أفريقيا، والقارة الأوروبية ككل، إلى جانب أجزاء من كندا، وروسيا، والهند الصينية، وكوريا الجنوبية، واليابان، وقد بلغت هذه الموجة ذروتها في 29 يوليو (تموز) 2010.
كانت المرحلة الأولى من موجات حر نصف الكرة الشمالي في عام 2010 ناجمة عن ظاهرة النينيو المعتدلة، والتي كانت قد بدأت في يونيو (حزيران) 2009، واستمرت حتى مايو (أيار) 2010. واستمرت المرحلة الاولى من موجات حر نصف الكرة الشمالي من أبريل (نيسان) 2010 وحتى يونيو (حزيران) 2010 فقط، وعلى الرغم من أنها لم تتسبب إلا في تسجيل درجات حرارة أعلى من المتوسط في المناطق المأثرة بها، فقد سجلت خلال هذه الموجة أيضًا درجات حرارة قياسية مرتفعة جديدة في معظم المناطق التي تأثرت بها في نصف الكرة الشمالي. أما المرحلة الثانية من موجات حر نصف الكرة الشمالي عام 2010 فقد كانت هي الأكثر تدميراً، وكانت هذه المرحلة ناجمة عن ظاهرة النينا القوية للغاية، والتي بدأت في يونيو (حزيران) 2010 واستمرت حتى يونيو (حزيران) 2011. كانت ظاهرة النينا التي وقعت ما بين عامي 2010-2011، حسبما أفاد خبراء الأرصاد الجوية، واحدة من أقوى ظواهر النينا التي رُصدت على الإطلاق. وكان لظاهرة النينا نفسها آثارًا مدمرة أيضًا في الولايات الشرقية لأستراليا. استمرت المرحلة الثانية من هذه الظاهرة طوال الفترة من يونيو (حزيران) 2010 وحتى أكتوبر (تشرين الأول) 2010، وتسببت في موجات حر شديدة في أجزاء واسعة من نصف الكرة الشمالي مع تسجيل درجات حرارة قياسية متعددة. بدأت موجات الحر في أبريل (نيسان) 2010، عندما بدأت الأعاصير العكسية القوية في التحرك فوق معظم المناطق المتأثرة في نصف الكرة الشمالي، ثُم انتهت موجات الحر في أكتوبر (تشرين الأول) 2010 عندما توقفت الأعاصير العكسية القوية فوق معظم المناطق المتأثرة.
كانت موجة الحر التي وقعت خلال صيف عام 2010 في أسوأ حالاتها في شهر يونيو (حزيران) في الأجزاء الشرقية من الولايات المتحدة الأمريكية والشرق الأوسط وأوروبا الشرقية وروسيا الأوروبية، وفي شمال شرق الصين وجنوب شرق روسيا، واعتُبر شهر يونيو (حزيران) 2010 هو رابع أدفأ شهر على التوالي على مستوى العالم، حيث تجاوزت درجات الحرارة المُسجلة القيمة المتوسطة لدرجات الحرارة بمقدار 0.66 درجة مئوية (1.2 درجة فهرنهايت)، على حين اعتُبرت الفترة من أبريل (نيسان) 2010 إلى يونيو (حزيران) 2010 هي الأدفأ على الإطلاق في المناطق البرية الواقعة في نصف الكرة الأرضية الشمالي، حيث تجاوزت درجات الحرارة المُسجّلة متوسط درجات الحرارة بمقدار 1.25 درجة مئوية (2.25 درجة فهرنهايت). وكان الرقم القياسي السابق لمتوسط درجة الحرارة العالمية في يونيو (حزيران) قد سُجِّل عام 2005 عند 0.66 درجة مئوية (33.19 درجة فهرنهايت)، بينما كان الرقم القياسي السابق لأعلى ارتفاع في درجات الحرارة على مُستوى العالم .16 درجة مئوية (34.09 درجة فهرنهايت)، وقد سُجّل خلال الفترة من أبريل (نيسان) 2007 وحتى يونيو (حزيران) 2007 في المناطق البرية الواقعة في نصف الكرة الأرضية الشمالي.
كان أعتى الأعاصير العكسية التي حدثت خلال موجات حر نصف الكرة الشمالي 2010 هو الإعصار الذي ضرب سيبيريا، والذي سجّل أقصى ضغط مرتفع بلغ 1040 مليبار. كما تسبب الطقس في نشوب حرائق الغابات في الصين مما تسبب في وفاة ثلاثة من فريق مكون من 300 فرد أثناء محاولاتهم لإخماد حريق اندلع في 17 فبراير (شباط) 2010 في مقاطعة بينتشوان بمنطقة دالي، بعدما عانى إقليم يونان من أسوأ موسم جفاف حدث منذ 60 عامًا. كان قد أبلغ عن حدوث جفاف كبير في جميع أنحاء منطقة الساحل في وقت مبكر من شهر يناير (كانون الثاني) 2010. وبحلول أغسطس (آب) 2010، انفصل جزء من لسان نهر بيترمان الجليدي الذي يربط شمال جزيرة جرينلاند ومضيق ناريس والمحيط المتجمد الشمالي، وكان بذلك أكبر جرف جليدي في القطب الشمالي ينفصل منذ 48 عامًا.
ومع نهاية موجات الحر في أواخر أكتوبر (تشرين الأول) 2010، كانت الخسائر الناجمة عن موجات الحر التي اجتاحت نصف الكرة الأرضية الشمالي قد بلغت حوالي 500 مليار دولار أمريكي، كما لقي أكثر من 55000 شخص حتفهم خلال موجة الحر في روسيا وحدها، مما جعلها سادس أخطر كارثة طبيعية ضربت روسيا خلال عقد 2010، بعد أشهر قليلة فقط من زلزال هايتي الذي وقع عام 2010. ذكرت المنظمة العالمية للأرصاد الجوية أن موجات الحر والجفاف والفيضانات التي شهدها نصف الكرة الأرضية الشمالي في عام 2010 كانت تتوافق مع التوقعات المُستندة إلى مؤشرات الاحتباس الحراري خلال القرن الحادي والعشرين، بما فيها تلك التوقعات القائمة على تقرير التقييم الرابع الصادر عن الهيئة الحكومية الدولية المعنية بتغير المناخ عام 2007. زعم بعض علماء المناخ أن هذه الأحداث الجوية لم تكن لتحدث لو ظلت ثاني أكسيد الكربون في الغلاف الجوي عند مستويات ما قبل الصناعة.